# کالج داروسازی بغداد
کالج داروسازی بغداد (به عربی: كلية بغداد للصيدلة) در سال ۲۰۰۰ در شهر بغداد تأسیس شد.